# Dubai Tennis Championships 1998
Il Dubai Tennis Championships 1998 è stato un torneo di tennis giocato sulla cemento. 
È stata la 6ª edizione del Dubai Tennis Championships, 
che fa parte della categoria International Series nell'ambito dell'ATP Tour 1998,
Il torneo si è giocato al Dubai Tennis Stadium di Dubai negli Emirati Arabi Uniti,
dal 9 al 15 febbraio 1998.

## Campioni

### Singolare maschile
Àlex Corretja ha battuto in finale  Félix Mantilla con il punteggio di 7–6(0), 6–1

### Doppio maschile
Mahesh Bhupathi /  Leander Paes hanno battuto in finale  Donald Johnson /  Francisco Montana con il punteggio di 6–2, 7–5